# Centro de Visitantes Cambón
El Centro de visitantes del Parque Nacional de las Islas Atlánticas de Galicia es un centro de interpretación abierto en diciembre de 2012 en la ciudad de Vigo, de titularidad autonómica. La temática es el Parque nacional de las Islas Atlánticas de Galicia (Cíes, Ons, Sálvora y Cortegada), que en la actualidad es el único parque nacional de Galicia.

## Descripción
El centro se sitúa en el Edificio Cambón (tras la Colegiata de Santa María), en la calle Palma del casco viejo. Dotado de área expositiva, auditorio, aulas, y zonas de oficinas, en el inmueble se hicieron obras de rehabilitación por un importe superior a los cuatro millones de euros, facilitados por el Ministerio de Agricultura, Alimentación y Medio Ambiente.
El espacio incluye pinturas, esculturas, fotografías, vídeos, sonidos y relieves. Entre el equipamiento destacan cuatro teletransportadores, uno por archipiélago, que son cabinas en las que sube el usuario y experimenta efectos visuales e interactivos.
La entrada es gratuita.

## Galería de imágenes

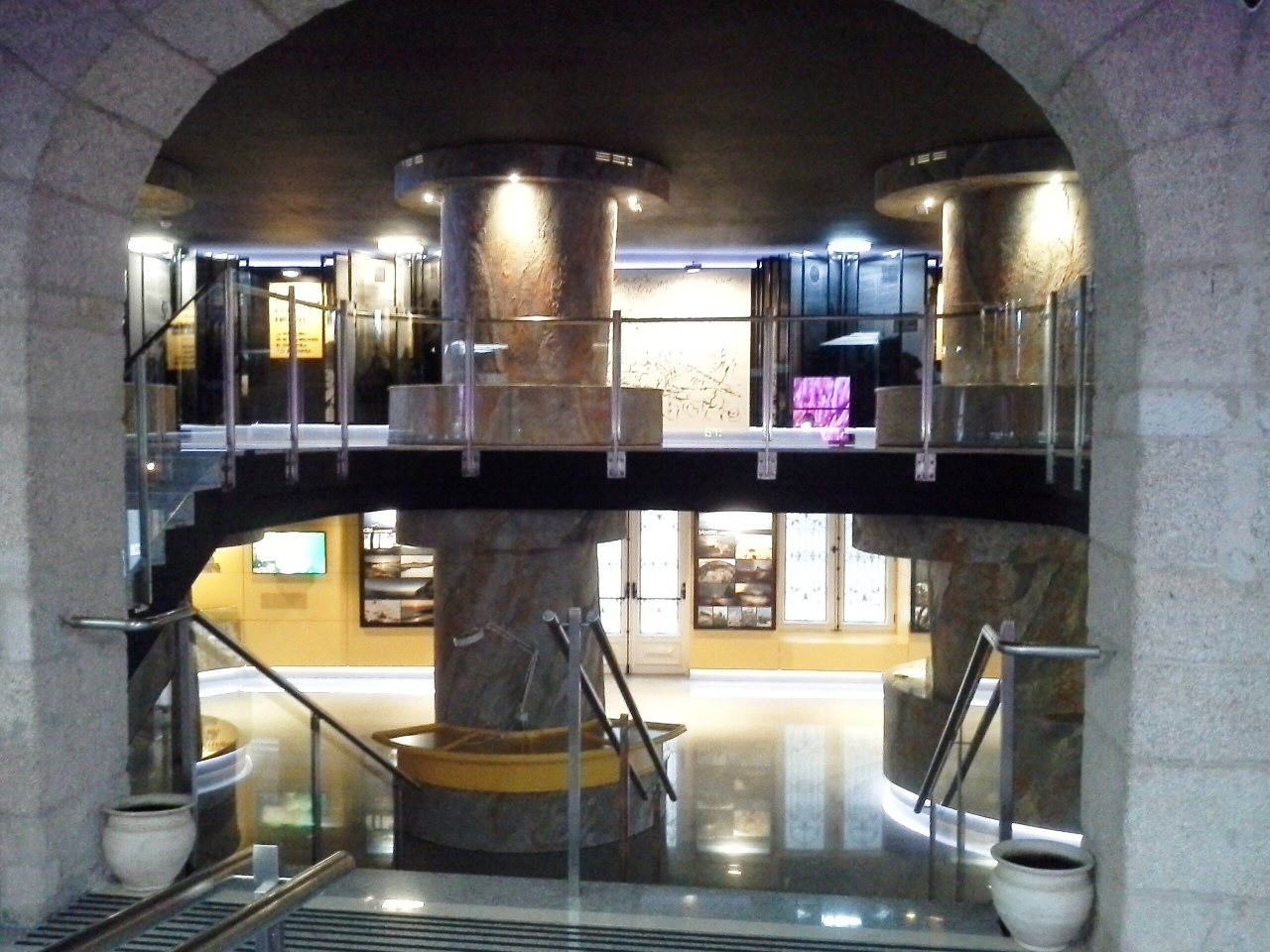
Entrada principal.
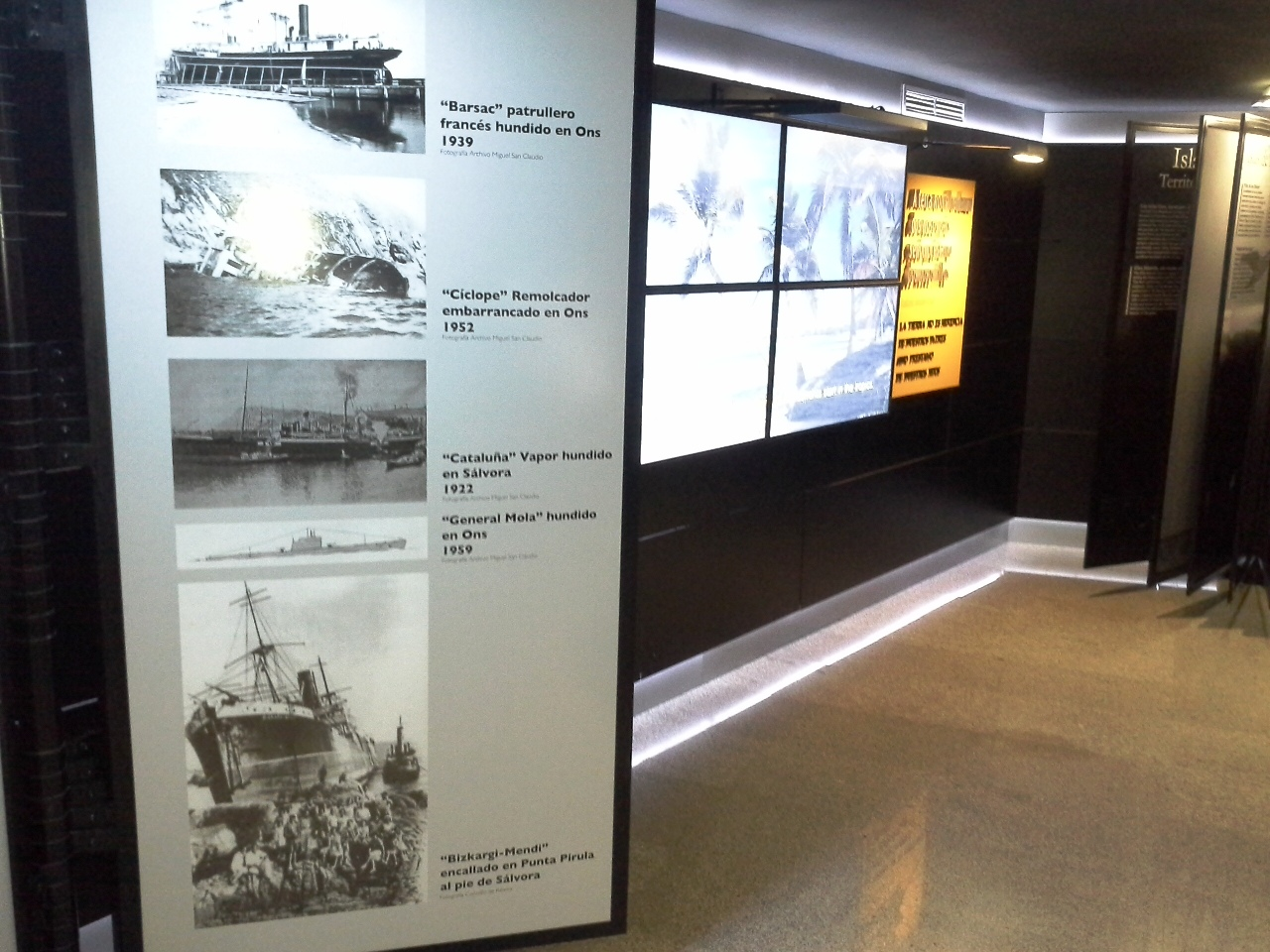
Paneles.
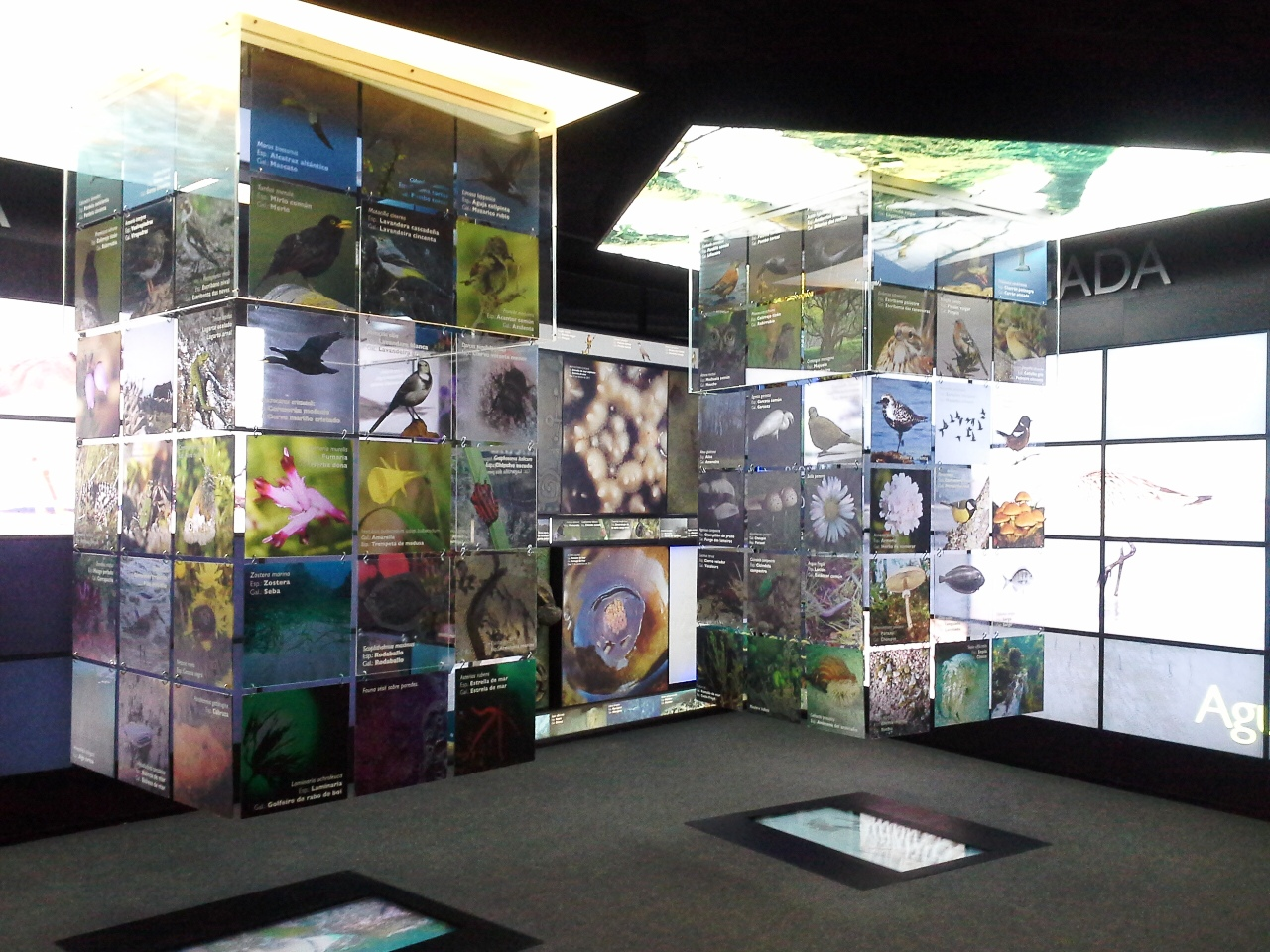
Teletransportadores.
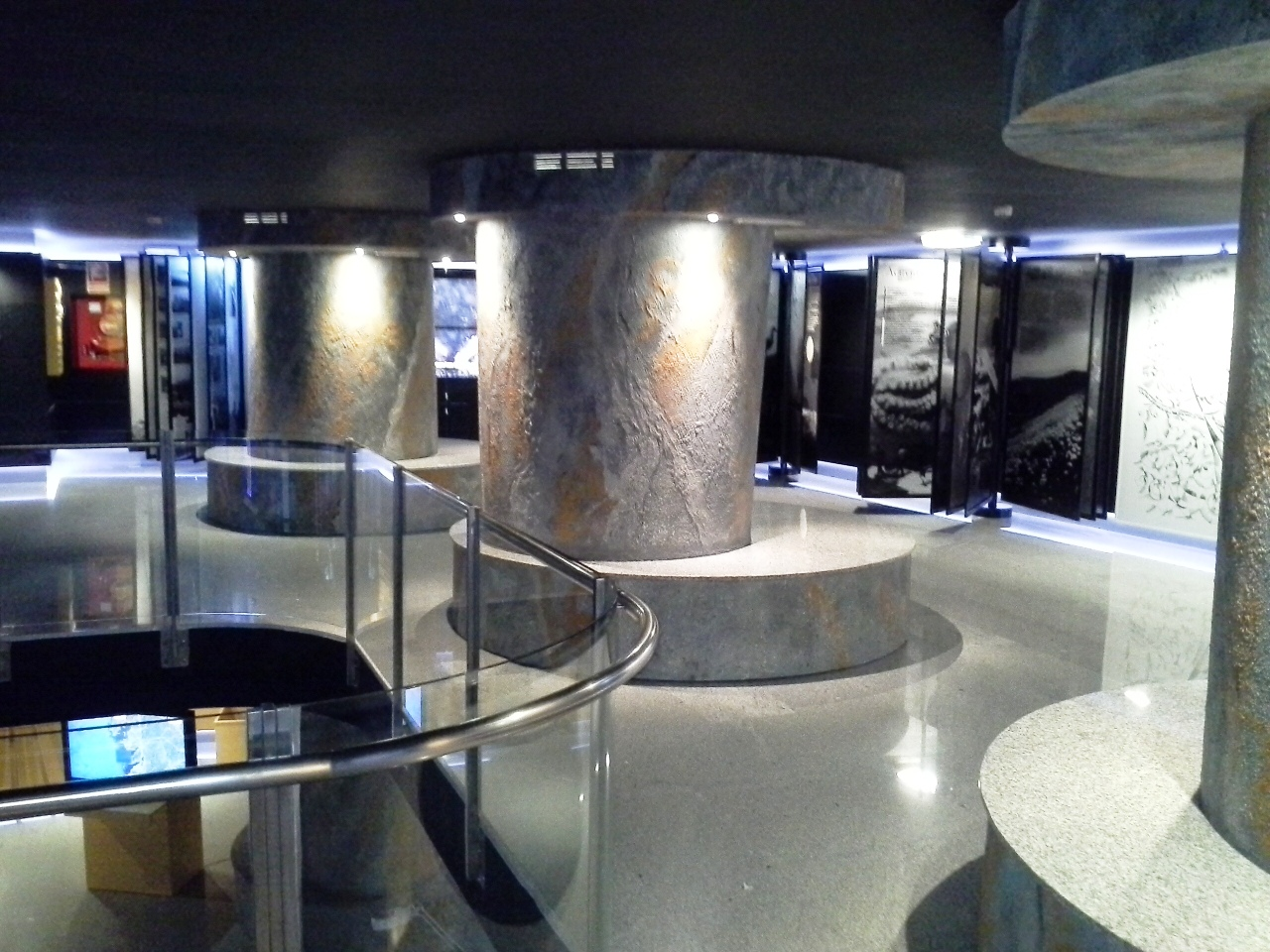
Una de las salas del centro.
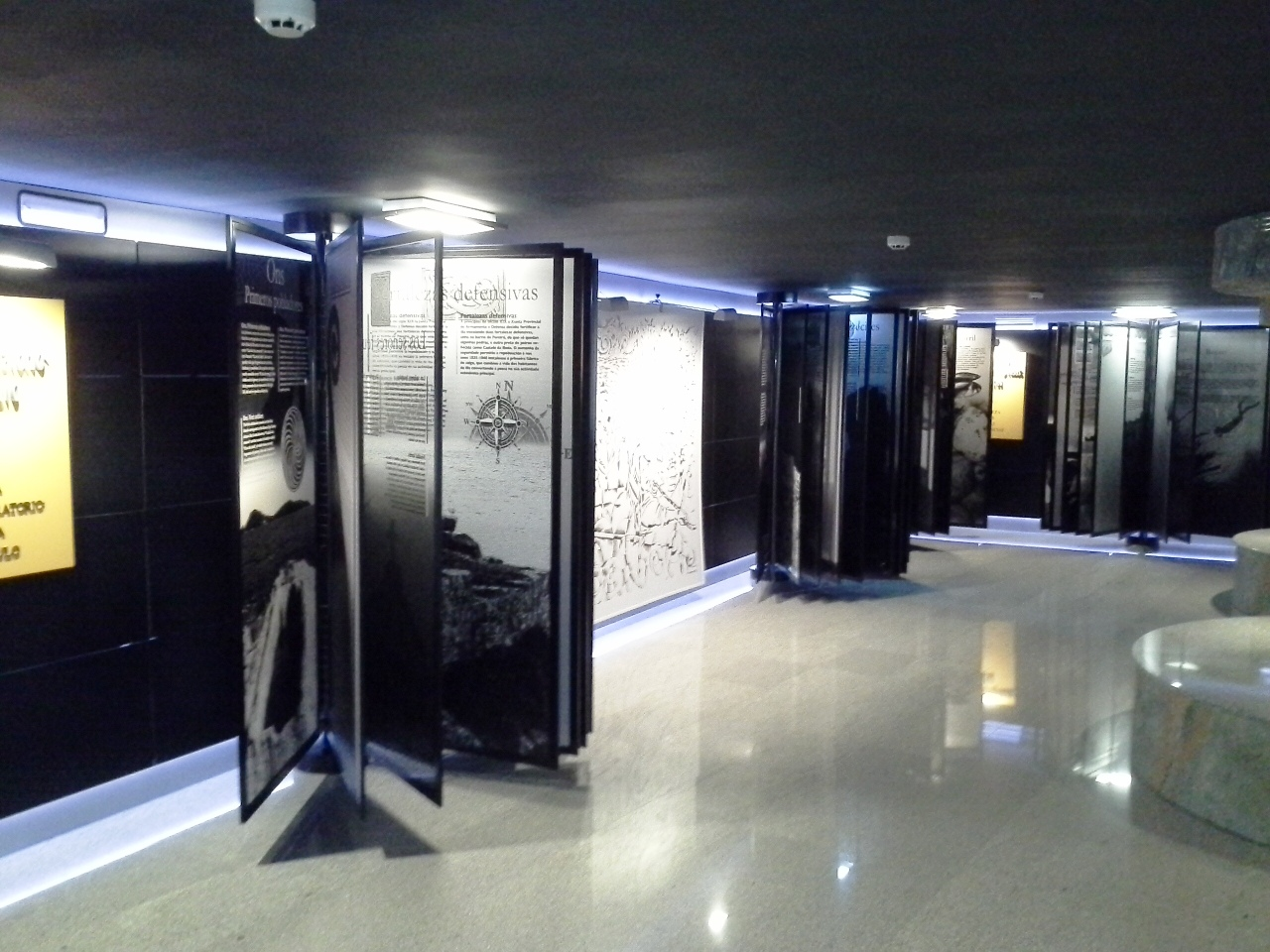
Una de las salas del centro.
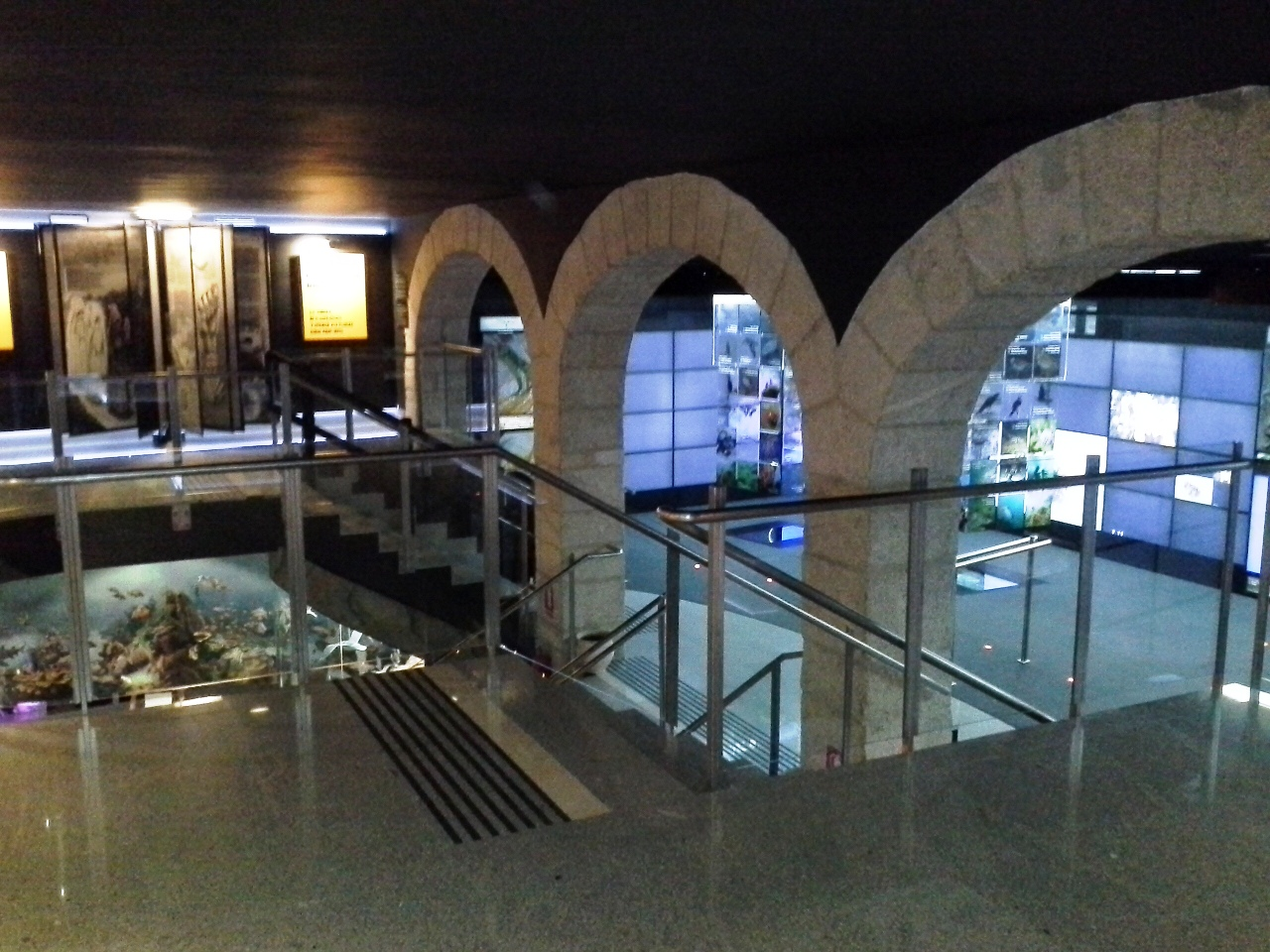
Una de las salas del centro.